# SV.League (maschile)
La SV.League è la massima serie del campionato giapponese maschile di pallavolo: al torneo partecipano dieci squadre di club giapponesi e la squadra vincitrice si fregia del titolo di campione del Giappone.

## Albo d'oro
| Anno                                                              | Podio               | Podio               | Podio               |
| Campione                                                          | Seconda             | Terza               |                     |
| ----------------------------------------------------------------- | ------------------- | ------------------- | ------------------- |
| Dal 1967 al 1994 la competizione è denominata Japan League        |                     |                     |                     |
| 1967 Dettagli                                                     | Yahata Steel        | Matsushita Electric | Nihon Koukan        |
| 1968-69 Dettagli                                                  | Nihon Koukan        | Matsushita Electric | Monopoly Hiroshima  |
| 1969-70 Dettagli                                                  | Nihon Koukan        | Matsushita Electric | Monopoly Hiroshima  |
| 1970-71 Dettagli                                                  | Nihon Koukan        | Matsushita Electric | Fujifilm            |
| 1971-72 Dettagli                                                  | Matsushita Electric | Nihon Koukan        | Fujifilm            |
| 1972-73 Dettagli                                                  | Nihon Koukan        | Matsushita Electric | Fujifilm            |
| 1973-74 Dettagli                                                  | Nippon Steel        | Monopoly Hiroshima  | Nihon Koukan        |
| 1974-75 Dettagli                                                  | Nippon Steel        | Fujifilm            | Nihon Koukan        |
| 1975-76 Dettagli                                                  | Nippon Steel        | Nihon Koukan        | Fujifilm            |
| 1976-77 Dettagli                                                  | Nippon Steel        | Nihon Koukan        | Monopoly Hiroshima  |
| 1977-78 Dettagli                                                  | Nihon Koukan        | Nippon Steel        | Monopoly Hiroshima  |
| 1978-79 Dettagli                                                  | Nippon Steel        | Monopoly Hiroshima  | Fujifilm            |
| 1979-80 Dettagli                                                  | Nippon Steel        | Fujifilm            | Monopoly Hiroshima  |
| 1980-81 Dettagli                                                  | Nippon Steel        | Fujifilm            | Monopoly Hiroshima  |
| 1981-82 Dettagli                                                  | Fujifilm            | Nippon Steel        | Monopoly Hiroshima  |
| 1982-83 Dettagli                                                  | Nippon Steel        | Nihon Koukan        | Fujifilm            |
| 1983-84 Dettagli                                                  | Fujifilm            | Nippon Steel        | Matsushita Electric |
| 1984-85 Dettagli                                                  | Fujifilm            | Suntory             | Monopoly Hiroshima  |
| 1985-86 Dettagli                                                  | Fujifilm            | Nihon Koukan        | Suntory             |
| 1986-87 Dettagli                                                  | Fujifilm            | Nippon Steel        | Nihon Koukan        |
| 1987-88 Dettagli                                                  | Fujifilm            | Nihon Koukan        | Nippon Steel        |
| 1988-89 Dettagli                                                  | Nippon Steel        | Fujifilm            | Nihon Koukan        |
| 1989-90 Dettagli                                                  | Nippon Steel        | NEC Blue Rockets    | JT                  |
| 1990-91 Dettagli                                                  | Nippon Steel        | Suntory             | NEC Blue Rockets    |
| 1991-92 Dettagli                                                  | NEC Blue Rockets    | Nippon Steel        | Suntory             |
| 1992-93 Dettagli                                                  | Fujifilm            | NEC Blue Rockets    | Toray Arrows        |
| 1993-94 Dettagli                                                  | NEC Blue Rockets    | Fujifilm            | Nippon Steel        |
| Dal 1994 al 2006 la competizione è denominata V.League            |                     |                     |                     |
| 1994-95 Dettagli                                                  | Suntory Sunbirds    | Nippon Steel        | NEC Blue Rockets    |
| 1995-96 Dettagli                                                  | NEC Blue Rockets    | Nippon Steel        | JT Thunders         |
| 1996-97 Dettagli                                                  | Nippon Steel        | JT Thunders         | NEC Blue Rockets    |
| 1997-98 Dettagli                                                  | Nippon Steel        | NEC Blue Rockets    | Panasonic Panthers  |
| 1998-99 Dettagli                                                  | NEC Blue Rockets    | Toray Arrows        | Suntory Sunbirds    |
| 1999-00 Dettagli                                                  | Suntory Sunbirds    | Toray Arrows        | NEC Blue Rockets    |
| 2000-01 Dettagli                                                  | Suntory Sunbirds    | JT Thunders         | Toray Arrows        |
| 2001-02 Dettagli                                                  | Suntory Sunbirds    | Toray Arrows        | Sakai Blazers       |
| 2002-03 Dettagli                                                  | Suntory Sunbirds    | JT Thunders         | Panasonic Panthers  |
| 2003-04 Dettagli                                                  | Suntory Sunbirds    | JT Thunders         | Panasonic Panthers  |
| 2004-05 Dettagli                                                  | Toray Arrows        | NEC Blue Rockets    | JT Thunders         |
| 2005-06 Dettagli                                                  | Sakai Blazers       | Suntory Sunbirds    | NEC Blue Rockets    |
| Dal 2006 al 2018 la competizione è denominata V.Premier League    |                     |                     |                     |
| 2006-07 Dettagli                                                  | Suntory Sunbirds    | Toray Arrows        | Panasonic Panthers  |
| 2007-08 Dettagli                                                  | Panasonic Panthers  | Toray Arrows        | Suntory Sunbirds    |
| 2008-09 Dettagli                                                  | Toray Arrows        | Sakai Blazers       | Panasonic Panthers  |
| 2009-10 Dettagli                                                  | Panasonic Panthers  | Sakai Blazers       | Toray Arrows        |
| 2010-11 Dettagli                                                  | Sakai Blazers       | Suntory Sunbirds    | Toray Arrows        |
| 2011-12 Dettagli                                                  | Panasonic Panthers  | Toray Arrows        | Suntory Sunbirds    |
| 2012-13 Dettagli                                                  | Sakai Blazers       | Panasonic Panthers  | Toray Arrows        |
| 2013-14 Dettagli                                                  | Panasonic Panthers  | JT Thunders         | Sakai Blazers       |
| 2014-15 Dettagli                                                  | JT Thunders         | Suntory Sunbirds    | Toyoda Trefuerza    |
| 2015-16 Dettagli                                                  | Toyoda Trefuerza    | Panasonic Panthers  | Toray Arrows        |
| 2016-17 Dettagli                                                  | Toray Arrows        | Toyoda Trefuerza    | JTEKT Stings        |
| 2017-18 Dettagli                                                  | Panasonic Panthers  | Toyoda Trefuerza    | JT Thunders         |
| Dal 2018 al 2024 la competizione è denominata V.League Division 1 |                     |                     |                     |
| 2018-19 Dettagli                                                  | Panasonic Panthers  | JT Thunders         | Toray Arrows        |
| 2019-20 Dettagli                                                  | JTEKT Stings        | Panasonic Panthers  | Suntory Sunbirds    |
| 2020-21 Dettagli                                                  | Suntory Sunbirds    | Panasonic Panthers  | WolfDogs Nagoya     |
| 2021-22 Dettagli                                                  | Suntory Sunbirds    | WolfDogs Nagoya     | Panasonic Panthers  |
| 2022-23 Dettagli                                                  | WolfDogs Nagoya     | Suntory Sunbirds    | Panasonic Panthers  |
| 2023-24 Dettagli                                                  | Suntory Sunbirds    | Panasonic Panthers  | Toray Arrows        |
| Dal 2024 la competizione è denominata SV.League                   |                     |                     |                     |
| 2024-25 Dettagli                                                  | Suntory Sunbirds    | JTEKT Stings Aichi  | Osaka Bluteon       |

## Palmarès
| Squadra               | Titolo | Stagione |
| --------------------- | ------ | --- |
| Sakai Blazers         | 17     | 1967, 1973-74, 1974-75, 1975-76, 1976-77, 1978-79, 1979-80, 1980-81, 1982-83, 1988-89, 1989-90, 1990-91, 1996-97, 1997-98, 2005-06, 2010-11, 2012-13 |
| Suntory Sunbirds      | 11     | 1994-95, 1999-00, 2000-01, 2001-02, 2002-03, 2003-04, 2006-07, 2020-21, 2021-22, 2023-24, 2024-25                                                    |
| Fujifilm              | 7      | 1981-82, 1983-84, 1984-85, 1985-86, 1986-87, 1987-88, 1992-93                                                                                        |
| Osaka Bluteon         | 7      | 1971-72, 2007-08, 2009-10, 2011-12, 2013-14, 2017-18, 2018-19                                                                                        |
| Nihon Koukan          | 5      | 1968-69, 1969-70, 1970-71, 1972-73, 1977-78 |
| NEC Blue Rockets      | 4      | 1991-92, 1993-94, 1995-96, 1998-99 |
| Toray Arrows Shizuoka | 3      | 2004-05, 2008-09, 2016-17 |
| WolfDogs Nagoya       | 2      | 2015-16, 2022-23 |
| Hiroshima Thunders    | 1      | 2014-15 |
| JTEKT Stings Aichi    | 1      | 2019-20 |